# Тан Яодун
Тан Яодун (кит. трад. 唐尧东, пиньинь Táng Yáodōng; 17 февраля 1962, Шэньян, Ляонин) — китайский футболист и футбольный тренер.

## Клубная карьера
Тан Яодун начал футбольную карьеру в клубе из родного города — молодёжной команде ФК «Ляонин». А в 1983 году здесь же дебютировал за основную команду. После нескольких лет выступлений он выиграл с клубом первый трофей — стал чемпионом Лиги Цзя-А 1985 года. Это был первый трофей в списке достижений игрока, который стал неотъемлемой частью клуба «Ляонин». Вершиной карьеры стало завоевание кубка чемпионов АФК 1990 года. Несмотря на очередной чемпионский титул в Китае, игрок решил попробовать свои силы в зарубежном чемпионате — выбор пал на клуб второго дивизиона Японии «Отсука Фармасьютикл», в который он перешёл в сезоне 1992 года. После одного сезона Тан Яодун вернулся в родной ФК «Ляонин», где и завершил карьеру игрока.

## Национальная сборная
Дебют за национальную сборную Китая состоялся 24 августа 1986 года в товарищеском матче против национальной сборной КНДР в котором была зафиксирована ничья 0-0. Под руководством главного тренера Гао Фэнвэня Тан стал регулярно попадать в основной состав, а уже 1 сентября 1986 года открыл счёт голам за сборную — в товарищеской игре против Сингапура, в которой Китай одержал победу 3-0.
Тан Яодун отыграл все три матча на Олимпиаде 1988 года в Сеуле, однако команда вылетела в первом же раунде, набрав в группе всего одно очко. Также выступал на Кубке Азии по футболу 1988 года и помог китайской сборной занять в турнире четвёртое место, однако сборная не прошла отбор на мировое первенство 1990 года. После ухода из сборной Гао Фэнвэня игрок перестал попадать в основной состав и на этом его карьера в сборной закончилась.

## Тренерская карьера

### Команда резервистов «Ляонина» и «Хулудао Хувин»
После завершения карьеры Тан Яодун решил остаться в клубе и занял пост главного тренера молодёжной команды «Ляонина», которую занимал с 1996 по 2001 год — до того, как молодёжной команде было разрешено зарегистрироваться и выступать в третьем дивизионе, а сама команда была переименована в «Хулудао Хувин». Сезон 2002 года он провёл уже в этом клубе — команда по итогам розыгрыша заняла 6-е место. В сезоне 2003 года команда была продана компании «SVT Group» и переехала в Нанькин, а тренер принял решение остаться в структурах «Ляонина», где ему был предложен пост помощника главного тренера.

### ФК «Ляонин»
После поста помощника главного тренера Тан Яодун смог попробовать себя и в качестве наставника команды — после неудачного начала сезона 2005 года он был назначен на этот пост. По окончании сезона клуб занял место в середине таблице, а основная задача была выполнена — была налажена игра во всех линиях. В следующем сезоне результаты не улучшились и «Ляонин» вновь неудачно стартовал в чемпионате, однако руководство приняло решение не увольнять специалиста. Сезон 2007 года также был не очень удачным, и на этот раз контракт было решено не продлевать.

### Хэнань Констракшн
7 января 2008 года новый главный тренер «Хэнань Констракшн» Цзя Сюцюань пригласил в качестве помощника в команду Тан Яодуна, а перед командой были поставлены амбициозные задачи. Однако, итоги руководства были признаны неудовлетворительными и 15 июня Цзя Сюцюань был уволен. Через некоторое время подал в отставку и Тан Яодун. В сезоне 2008 года был уволен и португальский наставник Асасио Касимиро, на короткий период было принято решение вернуть в команду Тана для завершения тяжелого сезона. В начале сезона 2009 года он оставался тренером «Хэнани», а команда начала показывать неплохие результаты. К его достижениям следует отнести наивысшее достижение «Хэнань Констракшн» — третье место в Суперлиге. Кроме того, от КФА он получил звание Тренера года.

### Чунцин Лифань
19 апреля 2012 года Тан Яодун был назначен новым тренером клуба второго дивизиона «Чунцин Лифань», в котором он заменил уволенного за пять дней до этого Лори Маккинну.

## Достижения
В качестве игрока:
- Победитель Китайской лиги Цзя-А: 1985, 1987, 1988, 1990, 1991
- Обладатель Кубка китайской футбольной ассоциации: 1986
- Обладатель Золотой бутсы КФА: 1987
- Победитель Лиги Чемпионов Азии: 1990

В качестве тренера:
- Бронзовый призёр Суперлиги: 2009
- Тренер года КФА: 2009
- Победитель первой лиги Китая : 2013